# Pierre Curie
Pierre Curie (Paris, Pháp, 15 tháng 5 năm 1859 – 19 tháng 4 năm 1906, Paris) là một nhà vật lý người Pháp, người tiên phong trong lĩnh vực tinh thể học, từ tính, hiện tượng áp điện và hiện tượng phóng xạ.

## Tiểu sử
Pierre Curie sinh ra tại Paris, Pháp và là con trai của Tiến sĩ Eugène Curie (1827–1910) và Sophie-Claire Depouilly Curie (1832–1897). Nhờ sự dạy dỗ của cha, Pierre sớm bộc lộ thiên hướng mạnh mẽ về toán học và hóa học. Năm 16 tuổi, ông đã giành được học vị toán học. Cho tới 18 tuổi ông đã gần như hoàn thành học vị cao hơn, nhưng không theo đuổi học vị tiến sĩ do thiếu tiền. Thay vào đó ông làm việc tại phòng thí nghiệm với vai trò người hướng dẫn.
Năm 1903, ông cùng vợ, Maria Skłodowska-Curie (Marie Curie), và Henri Becquerel đã được nhận giải Nobel về vật lý. Đáng tiếc, năm 1906, ông mất do một tai nạn trên đường do va vào xe ngựa.
Từ đó, vợ ông - bà Marie Curie tiếp nhận chức giảng viên trường Đại học Sorbonne, mơ ước của chồng bà từ đó cũng đã được thực hiện. Khi đó, bà đã ra trường được chín năm.